# Тайлапа III
Тайлапа III — імператор Західних Чалук'їв.

## Правління
Його правління стало початком кінця імперії Чалук'їв. З ним воював правитель Какатіїв Пролла II, який переміг і взяв у полон Тайлапу. Це спонукнуло інших феодалів до підбурення повстань проти Чалук'їв. Сеуни та Хойсали почали захоплювати території Чалук'їв. Калачурський правитель Біджала II захопив царську столицю Кальянві 1157 року, тому Тайлапа III був змушений тікати до Аннігері (Дхарвад). Зрештою Тайлапа III був убитий Віранарасімхою Хойсалою 1162 року.